# 花純
花純（かすみ、1985年11月17日-）は、日本のAV女優である。

## 略歴
2008年デビュー。アクシスプロモーション所属。

## 人物
- 羽純（はすみ）名義で活動していた時期もある。
- 趣味は歌うこと。特技はバドミントン。
- 本人による公式ブログでは、AV女優をしている傍ら、ガールズバーで勤務している事を自ら公開している。

## 出演・作品

### アダルトビデオ
- ご近所妻監禁 花純（2008年3月6日）
- ギャルのニーソックス 4（2008年5月5日）
- 極上娘（秘）劇場 陵辱された柔乳（2008年6月6日、竹書房）
- GALボコ 3（2008年7月17日、グローリークエスト）
- 制服縞パンニーソックス（2008年8月1日、TMA）
- 高級メイド手コキサロン（2008年9月19日、TMA）
- 狙われた女たち ダマされてレイプ（2008年10月25日、ながえスタイル）
- 禁断の扉5 （2010年5月1日、アウダースジャパン）共演:みづなれい、水澤りの、篠原奈美
- DOKIレズ 45 （2010年5月1日、アウダースジャパン）共演:みづなれい、水澤りの、篠原奈美
- 豪汁ゴキュリズム!（2010年8月13日、ラッシュ）
- チン棒号泣!激烈寸止め映像集（2011年2月18日、ラッシュ）オムニバス作品 他出演:榊なち、牧瀬ひな、橘美穂、瀬奈ジュン

### テレビドラマ
- 湯けむりスナイパー（2009年4月 、テレビ東京） - 露天風呂の客 役

### テレビ主演
- デーブ・スペクターの本当にあった!恐いデーブ（2009年12月30日、テレビ東京）- @YOU、鈴木ミントと出演。ブログから。